# Ho-Ro
Type 4 Ho-Ro – japońskie samobieżne działo polowe z okresu II wojny światowej wykorzystujące podwozie czołgu typ 97 Chi-Ha. Uzbrojone w haubicę kalibru 150 mm. Pociski miały donośność 15 000 m.